# Marco Ranzani
Marco Ranzani, oppure il Marco Ranzani di Cantù, è un personaggio radiofonico creato da DJ Angelo e Albertino, due DJ di Radio Deejay, ed interpretato da Albertino stesso.
Rappresentazione satirica e stereotipata del ricchissimo imprenditore brianzolo la cui vita ruota totalmente intorno all'immagine e al denaro (da Ranzani chiamato Grano), il personaggio partecipa alle trasmissioni Sciambola! e Ciao belli di Radio Deejay e qualche volta alla trasmissione televisiva Zelig. Proprietario del mobilificio di famiglia, la Ranzani Mobili di Cantù, viene rappresentato (come reciterebbe il suo biglietto da visita) come mobiliere, scrittore, editore, produttore musicale, dirigente sportivo, immobiliarista e proprietario, oltre al mobilificio, di un'isola, una radio, una rete televisiva, quarantacinque discoteche, un aeroporto, una squadra di pallacanestro, un Bingo e un Porsche Cayenne.

## Caratteristiche
Nato da una ricca famiglia di Cantù e proprietario ereditiero del mobilificio di famiglia, la Ranzani Mobili, Marco Ranzani, che si definisce "il Marco Ranzani di Cantù", ha soldi praticamente infiniti, quindi, nonostante in origine abbia promesso al padre di pensare solo ai mobili, dichiara di aver voluto ampliare e diversificare gli investimenti in quanto, prendendo esempio dal suo idolo Flavio Briatore, sostiene che "avere più business in ballo fa bene all'immagine". Ha dunque comprato 45 discoteche (nelle quali la sua ex fiamma Alessia Fabiani passa le serate), una radio (Radio Cantù International, in cui lavora il DJ Mimmo, il quale, essendo rimasto l'unico DJ dell'emittente in quanto il proprietario ha licenziato tutti gli altri, detiene il record assoluto di tempo passato in onda, con la trasmissione "Tutto Mimmo", ben 15 giorni senza pause), l'isola di Mantegazza, mezza Costa Smeralda (l'altra metà l'avrebbe lasciata nelle mani "del Briatore"), l'emittente televisiva Grano TV, l'aeroporto Marco Ranzani di Cantù di Cantù, il Cantù Basket (che non ha assolutamente niente a che vedere con la squadra biancoblu) e il Bingo di Como. È inoltre editore di libri di santi e di calendari per camionisti e produttore discografico.
Il personaggio, dal carattere spassosamente "baùscia", è iscritto ad una serie di immaginari club esclusivi, che vanno dal CCC (Cantù Che Conta) al più esclusivo CCCCC (Cantù Che Conta Col Cayenne) e all'ancor più esclusivo CKC (Cerkion Club di Como), fondato da lui stesso, per il quale dice che non si muove foglia che il Ranzani non voglia. Una delle sue caratteristiche più famose è che possiede ed utilizza come automobile personale un Porsche Cayenne in versione Turbo, su cui sarebbero saliti diversi VIP, tutti suoi cari amici, tra i quali anche la nazionale maschile di hockey (pronunciato però "oookey"); riguardo ai vari modelli di Porsche Cayenne, sostiene che il modello base viene acquistato "anche dai barboni" e che il modello S ce lo si può far regalare (costando “solo” 70.000 euro), mentre il modello Turbo (che costa 110.000 €) ce l'hanno solo lui ed i calciatori. L'auto avrebbe come numeri di targa OO 000 OK e Ranzani vi viaggerebbe con un divano posizionato sul tetto per fare pubblicità a sé stesso e alla sua ditta.
Grazie ai tantissimi soldi, trascorre la sua vita girovagando con il suo Cayenne, passando serate folli e frequentando i locali più esclusivi con le sue numerose spasimanti. I nomi dei locali, inventati, alludono ai loro prezzi assolutamente improbabili e proibitivi: i ristoranti Mangiapocospenditanto e Mangiapocospenditantissimo (in cui si pagano circa 35.000 euro un piatto di pasta e 300 euro un caffè), il Bar Bone (il cui nome, togliendo lo spazio tra le due parole, indica chi non può permettersi di frequentarlo, visto che vi si spendono 450 euro per un cuba libre), il golf club Tanto Grano di Carimate, il Centro Abbronzatura Buana di Cantù (dove si può sottoscrivere una tessera con cui dopo 15 lampade si diventa proprietari del centro) e il Casinò di Novedrate.
È proprietario della (immaginaria) isola di Mantegazza, a sua detta a nord della Sardegna, in mezzo al canale che la separa dalla Corsica. In effetti ne è il re (quando ci va indossa corona, scettro e mantello) e gli abitanti, che vivono "nelle baracche fangose", sono i suoi sudditi e gli offrono sacrifici umani per mostrargli la loro devozione in occasione di ricorrenze come il suo compleanno o la sua partenza (forse una reminiscenza delle abitudini degli indigeni delle Canarie). Nell'isola si comporta come un vero e proprio dittatore, in quanto la popolazione deve obbedire in tutto e per tutto alle sue decisioni: per esempio, se il Ranzani annuncia che il colore di moda sull'isola è il verde pastello, tutti devono dipingere le proprie case di verde pastello, sennò verranno abbattute. In qualità di re, gira per l'isola con un divano letto della Ranzani Mobili con il basamento in marmo, e ogni tanto qualche filippino incaricato di trainarlo muore per il troppo peso. È un'isola che gli fa comodo, perché non vi si pagano le tasse. Lì possiede una villa bianca "minimale" con una recinzione lunga 27 km, di cui una volta ha provato a fare il giro ma si è stancato dopo 3 km.
Possiede un cane, di nome Flavio, ovviamente in onore di Briatore perché secondo lui "andare in giro con un animale fa immagine, e più l'animale è raro più fai tendenza". Ha scelto tra un "Paté Renoir" e la tigre del Bengala, dove però il "Bengala" è un suo amico (che sarebbe nella realtà il commercialista di Albertino, il conduttore radiofonico inventore e interprete del personaggio), e alla fine ha optato per il cane, la cui razza conta solamente tre esemplari al mondo (erano quattro, ma uno è stato investito da un'auto). Il cane indossa solo Rolex Ghiera Verde e Timberland. Il suo padrone gli ha fatto installare un condizionatore Daikin nella cuccia e gli ha fatto seguire un corso di addestramento per usare posate e bacchette, in modo che Flavio possa mangiare distintamente al ristorante sia italiano che cinese.
Sostiene che non serva affatto avere un Cayenne con i vetri oscurati, perché dall'esterno non è possibile vedere chi è alla guida, e se si possiede un Cayenne per definizione si merita di essere visti.

## Storia ed evoluzione
È fidanzato con l'Anna.
Ha un figlio, avuto da una precedente relazione con la barista di uno dei locali di sua proprietà, il "Triangolo" di Novedrate (che, quando lo vedeva, diceva: "O Figa!"), che si chiama Omar ed è piuttosto squattrinato, a differenza del padre (il quale, per tale motivo, se ne vergogna moltissimo), in quanto fa il benzinaio e valuta di diventare panettiere.
Fa cornuto il suo amico Corvuzza andando a letto con la Michaela.
Ha comprato il suo Porsche Cayenne Turbo nel 2005; in precedenza possedeva un altro Porsche Cayenne, del quale, dato che ormai ne aveva riempito il portacenere e non gli sembrava elegante svuotarlo, ha deciso di disfarsi offrendolo come premio al gioco "Chi vuol essere Marco Ranzani". Ha dichiarato, inoltre, di voler tornare con la sua storica fidanzata, l'Anna, che aveva tradito, anche se spesso gli dà problemi e la deve sgridare perché fa cose che non contribuirebbero alla sua immagine.
Nello stesso periodo è uscito un libro che ha Marco Ranzani come autore fittizio, intitolato Vaaaa bene! (espressione tra le più ricorrenti da lui utilizzate nelle apparizioni radiofoniche), ed il personaggio è stato introdotto come ospite anche nella trasmissione Zelig in onda su Italia 1.
Nel 2006 è uscito un secondo libro che lo vede come autore, intitolato Ooookey! (altra espressione ricorrente nelle sue battute in radio). Nella finzione, il personaggio ha dovuto cambiare il numero dei suoi 437 cellulari per via della grande quantità di persone che lo cercavano in seguito al successo del primo libro ed avrebbe scritto il secondo per mantenere alta la sua immagine, aiutato dal DJ Mimmo ("Mimmo Digei") e dall'intelligentissimo navigatore satellitare del suo Cayenne, che si programma semplicemente pensando a dove si deve andare, senza dover digitare nulla (bisogna però fare attenzione a non pensare al sesso, altrimenti si rischia di finire in mezzo alle prostitute). Sostiene che in questo modo anche i maligni canturini potranno dire: «Va' il Ranzani, ha il Cayenne Turbo e ha scritto pure due libri. Allora ha i soldi ma è anche un uomo colto, mica un arricchito come il Briatore».